# نائوتو تاکناکا
نائوتو تاکناکا (به ژاپنی: 竹中 直人، Naoto Takenaka) (زادهٔ ۲۰ مارس ۱۹۵۶) هنرپیشه، کمدین، کارگردان و خواننده اهل ژاپن است.
از فیلم‌هایی که وی در آن نقش داشته‌است، می‌توان به پسران قرن بیستم، هاراکیری: مرگ یک سامورایی، حادثه شینجوکو، جنگ بزرگ یوکای و اوباش نوجوان: نوستالژی اشاره کرد.